# Jan Niemierski
Jan Niemierski, ps. „Kasperski” (ur. 26 czerwca 1886 w Butrynach, zm. 1941 w KL Auschwitz) – podpułkownik piechoty Wojska Polskiego, działacz społeczny, w latach 1935–1939 prezydent Rzeszowa, kawaler Orderu Virtuti Militari.

## Życiorys

### Służba wojskowa
Urodził się 26 czerwca 1886 w Butrynach jako syn Józefa i Anny z domu Wit. Absolwent Gimnazjum we Frankfurcie nad Odrą. Odbył roczną służbę wojskową w Armii Cesarstwa Niemieckiego w szeregach 1 pułku grenadierów w Królewcu od 1907 do 1908. Od 1908 do 1914 był zatrudniony w charakterze urzędnika bankowego w Metz (Alzacja-Lotaryngia). Po wybuchu I wojny światowej został wcielony do armii niemieckiej i służył w niej od połowy sierpnia 1914 do listopada 1918 w randze zastępcy oficera, a potem w stopniu podporucznika (do 1916 na froncie wschodnim, następnie do 1918 na froncie zachodnim). Podczas służby w wojsku zaborczym był jednocześnie współpracownikiem Polskiej Organizacji Wojskowej. Od wiosny do jesieni 1918 sprawował funkcję dowódcy odcinka kordonowego na linii Łomża-Osowiec.
Po odzyskaniu przez Polskę niepodległości został przyjęty do Wojska Polskiego w połowie listopada 1918. Przydzielony do 6 pułku piechoty Legionów (w składzie 1 Dywizji Piechoty Legionów) i w jego szeregach w stopniu podporucznika uczestniczył w wojnie polsko-bolszewickiej na stanowisku dowódcy 3 kompanii. Brał udział w walkach o Lidę i bitwie o Wilno, zaś po tym jak zajęty został Dyneburg, został przeniesiony do prowadzenia prac w ramach Plebiscytu na Warmii, Mazurach i Powiślu, które prowadził po potajemnym przedostaniu się na teren Prus Wschodnich. Za swoje czyny wojenne otrzymał Order Virtuti Militari.
Z dniem 15 lutego 1920 został komendantem naczelnym Straży Mazurskiej, działającej w sferze propagandy i agitacji do 12 lipca 1920. Następnie ponownie służył w macierzystym 6 pułku piechoty Legionów, w okresie pokoju stacjonującym w garnizonie Wilno. Został awansowany do stopnia majora ze starszeństwem z dniem 1 czerwca 1919. W 6 pp Leg. był dowódcą kompanii, dowódcą batalionu (przez dwa lata) i pełniącym obowiązki zastępcy dowódcy pułku. 3 maja 1926 roku został awansowany na podpułkownika ze starszeństwem z dniem 1 lipca 1925 roku i 20. lokatą w korpusie oficerów piechoty. Następnie został przeniesiony do kadry oficerów piechoty z równoczesnym przeniesieniem służbowym do Ministerstwa Skarbu. 29 listopada 1927 roku został wyznaczony na stanowisko zastępcy dowódcy 60 pułku piechoty wielkopolskiej w Ostrowie Wielkopolskim. 23 sierpnia 1929 roku otrzymał przeniesienie do 19 pułku piechoty Odsieczy Lwowa we Lwowie na stanowisko zastępcy dowódcy pułku. 31 marca 1930 roku został przeniesiony do Korpusu Ochrony Pogranicza na stanowisko dowódcy Batalionu KOP „Hoszcza”. Z dniem 30 czerwca 1934 roku został przeniesiony w stan spoczynku.

### Działalność polityczna i społeczna

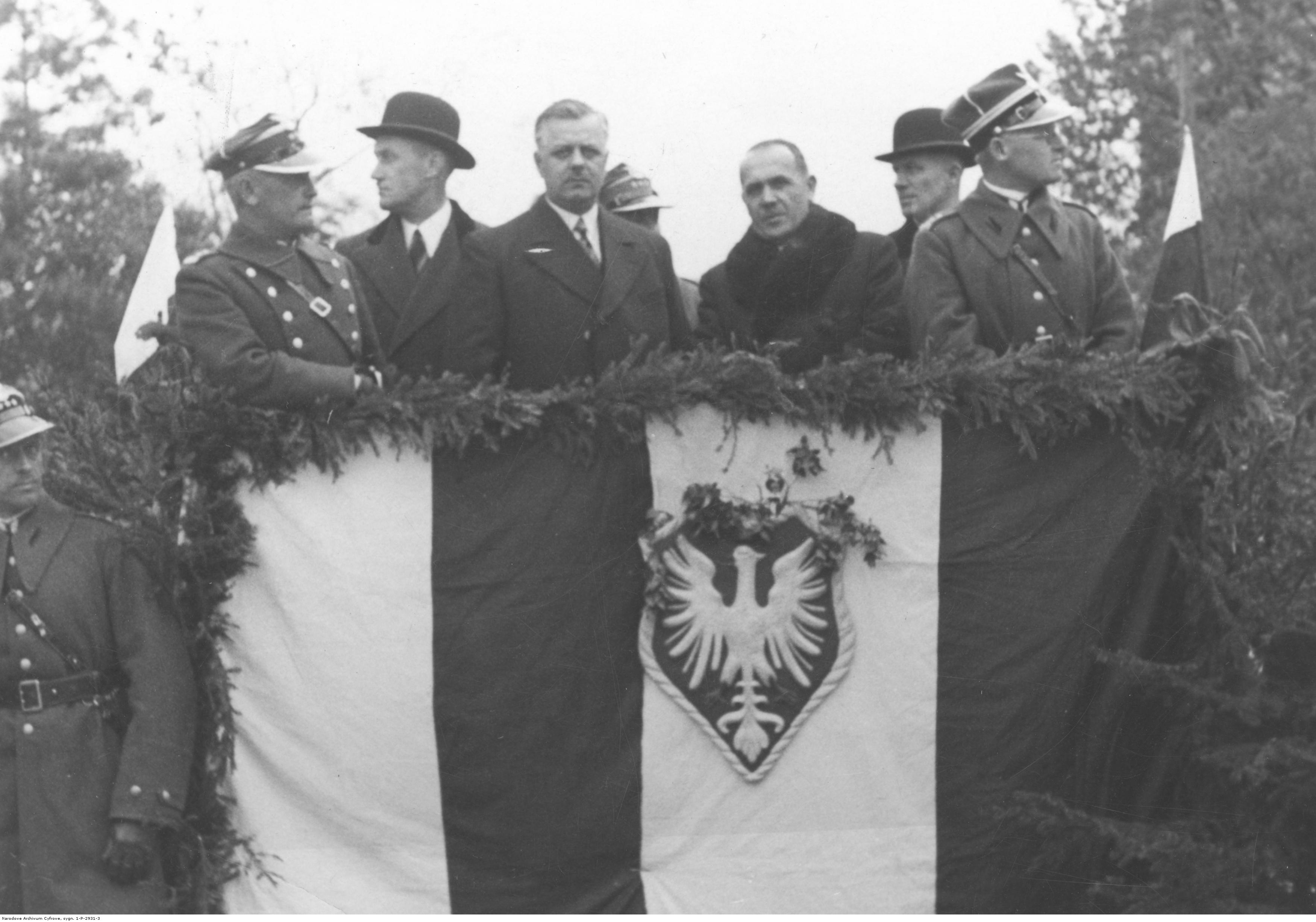
Obchody Święta Narodowego 3 Maja w Rzeszowie w 1935 roku – prezydent Rzeszowa Jan Niemierski na trybunie honorowej trzeci z prawej.

3 stycznia 1935 Rada Miasta Rzeszowa wybrała Jana Niemierskiego na urząd prezydenta Rzeszowa. Prezydent elekt J. Niemierski wraz z wiceprezydentem elektem Piotrem Więckiem złożyli przysięgę w Urzędzie Wojewódzkim we Lwowie 11 lutego 1935. Został potwierdzony na tym stanowisku przez ministra spraw wewnętrznych w lutym 1935. W Radzie Miasta Rzeszowa 28 marca 1935 został przewodniczącym Komisji Ogólnej. Przed wyborami parlamentarnymi do Sejmu RP w 1935 został mianowany komisarzem wyborczym w okręgu wyborczym nr 78. W marcu 1936 minister spraw wewnętrznych zatwierdził go na stanowisko prezydenta miasta Rzeszowa na okres 10-letni. Został działaczem Bezpartyjnego Bloku Współpracy z Rządem. 6 marca 1935 został członkiem „Radzieckiego Klubu Gospodarczego” Bezpartyjnego Bloku Współpracy z Rządem w Radzie Miasta Rzeszowa i pozostawał nim w dalszym czasie. Był delegatem Rzeszowa do Związku Miast Polskich, w 1937 wybrany członkiem zarządu ZMM i pełnił tę funkcję do 1939. W lipcu 1935 został mianowany komisarzem wyborczym okręgu nr 78. Reskryptem z 21 września 1935 jako przedstawiciel miasta Rzeszowa został wybrany na członka Lwowskiej Rady Wojewódzkiej. W czerwcu 1937 Jan Niemierski został członkiem zarządu okręgu rzeszowskiego Obozu Zjednoczenia Narodowego. W grudniu 1938 objął kierownictwo organizowanego oddziału OZN w Rzeszowie. Na przełomie czerwca i lipca 1938 wojewoda lwowski Alfred Biłyk oświadczył prezydentowi Niemierskiemu utratę do niego zaufania, wskutek „mało przychylnego ustosunkowania się do władz miejscowego OZON-u” i „niepokoju wniesionego do miejscowej KKO” oraz zasugerował mu rezygnację z urzędu, co Niemierski odrzucił; następnie Rada Miasta Rzeszowa uchwaliła wotum zaufania dla prezydenta, po czym został wydany odgórnie reskrypt zawieszający go w urzędowaniu, w wyniku czego władzę w Rzeszowie objął dotychczasowy wiceprezydent miasta.
W Rzeszowie Jan Niemierski działał społecznie: 16 lutego 1935 został członkiem zarządu Obwodu Powiatowego Ligi Obrony Powietrznej i Przeciwgazowej, w 1935 pełnił funkcję przewodniczącego rady Komunalnej Kasy Oszczędności w Rzeszowie, był kierownikiem oddziału Ligi Morskiej i Kolonialnej (wiceprezesem był płk Stanisław Siuda, dowódca stacjonującego w mieście 17 pułku piechoty), prezesem Towarzystwa Oświaty Zawodowej, 19 kwietnia 1936 został wybrany przewodniczącym zarządu Towarzystwa Szkoły Rzemiosł, 22 kwietnia 1936 został przewodniczącym zarządu komisarycznego zarządu powiatowego Związku Strzeleckiego, przewodniczył Towarzystwu Rozwoju Ziem Wschodnich, Radzie Chrześcijańskiej Gminy miasta Rzeszowa.
Po wybuchu II wojny światowej w okresie trwającej okupacji niemieckiej na początku 1940 został aresztowany przez Gestapo. 5 kwietnia 1941 został osadzony w niemieckim obozie koncentracyjnym Auschwitz-Birkenau. Otrzymał tam numer obozowy 11328. Poniósł tam śmierć w 1941.

## Ordery i odznaczenia
- Krzyż Srebrny Orderu Wojskowego Virtuti Militari
- Krzyż Niepodległości (9 listopada 1931)[49]
- Krzyż Walecznych (dwukrotnie)
- Złoty Krzyż Zasługi (16 marca 1934)[50]
- Medal Pamiątkowy za Wojnę 1918–1921
- Medal Dziesięciolecia Odzyskanej Niepodległości
- Srebrny pozłacany Medal Ligi Morskiej i Kolonialnej (1936)[51]
- Odznaka Honorowa Związku Rezerwistów (1936)[52]
- Medal 10 Rocznicy Wojny Niepodległościowej (Łotwa)[53]